# Tipula madera
Tipula madera är en tvåvingeart som beskrevs av Doane 1911. Tipula madera ingår i släktet Tipula och familjen storharkrankar. Inga underarter finns listade i Catalogue of Life.